# Louis Charles Antoine de Beaufranchet d'Ayat
Louis Charles Antoine de Beaufranchet d'Ayat (Ayat-sur-Sioule, 24 novembre 1757 – Vichy, 2 luglio 1821) è stato un generale e politico francese, cugino e padrino del famoso generale Louis Charles Antoine Desaix.

## Biografia
Nominato maresciallo di campo il 1º settembre 1792, assiste, nel 1793, alla morte di re Luigi XVI. Ed è stato accusato, a torto, di avere ordinato il rullo di tamburi durante l'esecuzione del re poiché quest'atto era da ricondursi a Santerre.
Nel 1793 combatté alle Guerre di Vandea, partecipando alle Colonne infernali, comandando una colonna della seconda armata agli ordini del generale Nicolas Haxo.
Sotto l'impero, diventa deputato del Puy-de-Dôme nel 1805 ed ispettore generale degli Haras nel 1806.
Molti autori lo hanno considerato un figlio illegittimo di Luigi XV di Francia ma ciò è abbastanza improbabile poiché il bambino, nato dall'amore di Luigi XV e la sua amante Marie-Louise O'Murphy, è una ragazza, nata il 24 maggio 1754, Agathe Louise di Saint André (morta all'età di 20 anni). Ma la "Belle Morphise" (come era soprannominata l'amante del re) sposa Jacques de Beaufranchet, nel novembre 1755, padre di Louis Charles Antoine che nasce due anni più tardi, nel 1757.